# Resultados do Carnaval de Porto Alegre em 2005
Resultados do Carnaval de Porto Alegre em 2005. A vencedora da categoria especial foi a Estado Maior da Restinga com o enredo, O Enigma de todos os tempos. O Estado Maior da Restinga pergunta que mistério é esse?.

## Categoria Especial
| Colocação | Escola                     | Pontos | Nota      | Ref.  |
| --------- | -------------------------- | ------ | --------- | ----- |
| 1º        | Estado Maior da Restinga   | 159,3  |           | [ 2 ] |
| 2º        | Imperatriz Dona Leopoldina | 159,2  |           | [ 2 ] |
| 3º        | Bambas da Orgia            | 158,7  |           | [ 2 ] |
| 4º        | Imperadores do Samba       | 157,5  |           | [ 2 ] |
| 5º        | Academia de Samba Praiana  | 157    |           | [ 2 ] |
| 6º        | União da Vila do IAPI      | 156,9  |           | [ 2 ] |
| 7º        | Academia Samba Puro        | 152,8  | Rebaixada | [ 2 ] |

## Categoria A
| Colocação | Escola                        | Pontos | Nota      | Ref.  |
| --------- | ----------------------------- | ------ | --------- | ----- |
| 1º        | Império da Zona Norte         | 159,8  | Promovida | [ 2 ] |
| 2º        | Unidos de Vila Isabel         | 159,2  |           | [ 2 ] |
| 3º        | Império do Sol                | 156    |           | [ 2 ] |
| 4º        | Protegidos da Princesa Isabel | 151,2  |           | [ 2 ] |
| 5º        | Fidalgos e Aristocratas       | 149,8  |           | [ 2 ] |
| 6º        | Real Academia de Samba        | 149    |           | [ 2 ] |
| 7º        | Copacabana                    | 144,1  | Rebaixada | [ 2 ] |

## Categoria B
| Colocação | Escola                 | Pontos | Nota      | Ref.  |
| --------- | ---------------------- | ------ | --------- | ----- |
| 1º        | Acadêmicos de Niterói  | 158,7  | Promovida | [ 2 ] |
| 2º        | Filhos da Candinha     | 156,8  |           | [ 2 ] |
| 3º        | Embaixadores do Ritmo  | 155,3  |           | [ 2 ] |
| 4º        | Realeza                | 148,8  |           | [ 2 ] |
| 5º        | Imperatriz Leopoldense | 148    |           | [ 2 ] |
| 6º        | Acadêmicos de Gravataí | 138,3  |           | [ 2 ] |
| 7º        | Acadêmicos da Orgia    | 137    | Rebaixada | [ 2 ] |

## Categoria de acesso
| Colocação | Escola                                   | Pontos | Nota      | Ref.  |
| --------- | ---------------------------------------- | ------ | --------- | ----- |
| 1º        | Unidos da Vila Mapa                      | 155    | Promovida | [ 2 ] |
| 2º        | Unidos do Capão                          | 146    |           | [ 2 ] |
| 3º        | Unidos do Guajuviras                     | 144,5  |           | [ 2 ] |
| 4º        | Os Astros de Alvorada                    | 144    |           | [ 2 ] |
| 5º        | União da Tinga                           | 142    |           | [ 2 ] |
| 6º        | Mocidade Independente do Jardim Planalto | 141    |           | [ 2 ] |
| 7º        | Mocidade da Lomba do Pinheiro            | 125    | Eliminada | [ 2 ] |

## Tribos
| Colocação | Tribo        | Pontos | Ref.  |
| --------- | ------------ | ------ | ----- |
| 1º        | Os Comanches | 154,7  | [ 2 ] |
| 2º        | Guaianazes   | 141,8  | [ 2 ] |